# Licuala linearis
Licuala linearis är en enhjärtbladig växtart som beskrevs av Karl Ewald Maximilian Burret. Licuala linearis ingår i släktet Licuala och familjen Arecaceae. Inga underarter finns listade i Catalogue of Life.